# Messier 46
Messier 46 (auch als NGC 2437 bezeichnet) ist ein +6,1 mag heller offener Sternhaufen mit einer Winkelausdehnung von 27' im Sternbild Puppis.
Der Sternhaufen ist etwa 5400 Lichtjahre entfernt und erstreckt sich über ein Gebiet von 30 Lichtjahren. Die Sterne im Haufen sind ungefähr 220 Millionen Jahre alt. Im Vordergrund von M46 liegt der planetarische Nebel NGC 2438, der allerdings nicht zum Sternhaufen gehört und nur 3000 Lichtjahre entfernt liegt.